# Forges de la Vache
Le Domaine des  Forges de La Vache est un ancien site sidérurgique  devenu un lieu d’hébergement touristique, également consacré à la culture, et situé à Raveau (Nièvre).

## Historique
"La Vache" est une traduction vernaculaire (cf Plateau des mille vaches/sources)  qui fut donné à la source située en Forêt domaniale des Bertranges, puis par extension à l'ensemble du Domaine situé en aval. Régulière et abondante, elle a permis la création d'activité de meunerie, puis de sidérurgie grâce à la présence de minerai de fer en Bertranges.  Attestées en 1609, les Forges sont acquises par Berger en 1723, puis par Pierre Babaud de la Chaussade en 1744. 
La production du haut-fourneau est alors de 450 tonnes de fonte par an destinées à être transformées aux Forges de Guérigny en ancres pour la Marine royale. Le transport étant assuré par voie fluviale, la Loire. 
En 1781, les Forges sont acquises par le roi Louis XVI, avant d'être confisquées par la Nation en 1793.(cf cadastre Guillaume Perrin Musée de la Marine à Paris).
Aliénées le 11 avril 1833, les Forges sont acquises par le Comte de Vergennes. La production atteint 1 200 tonnes de fonte.
Vers 1840, Monsieur de Vergennes et le Maître de forges , Monsieur Pierre Ferrand, réutilisent les gaz du gueulard pour augmenter la température du fourneau. 
Ferrand arrête l'exploitation industrielle en juin 1848. Sa famille en reste propriétaire jusqu'en 1920.
Le site a dans un premier temps été reconverti en exploitation agricole avant de devenir, en 1995, un lieu d'hébergement touristique accueillant aussi des manifestations culturelles.
Il fait l'objet d'une inscription à l'inventaire général du patrimoine culturel.